# 김동욱 (2003년)
김동욱(2003년 2월 12일~)은 대한민국의 축구 선수로, 포지션은 수비수이다. 현재 K리그2 전남 드래곤즈 소속이다.